# Daiano
Daiano (Daian in dialetto trentino) è una frazione di 667 abitanti, sede del comune sparso di Ville di Fiemme nella provincia di Trento.
Un tempo comune autonomo, il 1⁰ gennaio 2020 si è fuso con i comuni di Carano e Varena nel nuovo comune di Ville di Fiemme.
È il centro abitato più elevato della Val di Fiemme (se si esclude la frazione di Bellamonte nel comune di Predazzo), posto su di un terrazzamento morenico alle pendici meridionali del monte Rocca (anche detto Corno Nero, alt. 2465 m) in ottima posizione soleggiata e dal panorama ampio, spazia infatti dalla catena del Lagorai a sud, Cornacci e Latemar ad est, Pala di Santa, Corno Nero a nord.
Il villaggio è di antica costruzione e tra le case delle sue vie si nota ancora la tipica architettura fiemmese. 
Nella parte bassa del paese a 1100 metri è situata la chiesa parrocchiale di San Tommaso (a.1193).

## Storia

### Simboli
Lo stemma e il gonfalone erano stati approvati con D.G.P. del 6 febbraio 1987, n. 676.
Stemma
Gonfalone
Il telo verde, mediano, sarà progressivamente affiancato su entrambi i lati da teli di colore giallo, blu, bianco, rosso, caricati al centro con lo stemma comunale, munito dei suoi ornamenti e sovrastante la scritta "Comune di Daiano", concavemente disposta.
L'asta sarà foderata in velluto verde ornato da un nastro a spirale d'oro.»

## Monumenti e luoghi d'interesse
- Chiesa di San Tommaso

## Società

### Evoluzione demografica
Abitanti censiti

## Sport
A Daiano è presente l'Unione Sportiva La Rocca che ha sede in via San Tommaso all'interno dell'ex bar Bocce, vicino al centro sportivo locale.